# Östermalmstorg (tunnelbanestation)
Östermalmstorg är en station inom Stockholms tunnelbana som trafikeras av Röda linjen och ligger mellan stationerna T-Centralen, Karlaplan och Stadion. Avståndet från station Slussen är 2,6 kilometer. Det är en grenstation med avgreningar, från T-Centralen sett, mot Ropsten och Mörby centrum.

## Historia
Stationen invigdes den 16 maj 1965, cirka ett år efter att första etappen av Röda linjen öppnats för trafik. Den ligger i bergrum cirka 38 meter under marken mellan kvarteret Riddaren och Östermalmstorgs södra körbana. Den har två biljetthallar, dels den södra i anslutning till Stureplan med entréer mot Birger Jarlsgatan och Grev Turegatan, dels den norra i anslutning till Östermalmstorg med entréer mot Sibyllegatan 29, Nybrogatan 28 och med hiss till Östermalmstorg. 
Flera olika konstnärer har bidragit till utsmyckningen av stationen. Den domineras av Siri Derkerts reliefer Ristningar i betong som blästrades på perrongernas spårväggar och har temat "Kvinnosaken, freds- och miljörörelsen". Vid gångtunneln mot Birger Jarlsgatan finns träskulpturen Kl. 9 av K.G. Bejemark.
Östermalmstorg är den tredje djupast belägna tunnelbanestationen på hela tunnelbanenätet, 23,3 meter under havet och cirka 38 meter under marken. Mellan Östermalmstorg och T-Centralen finns dessutom det djupast belägna spåravsnittet på hela tunnelbanenätet, 34,67 meter under havet beläget rakt under korsningen Biblioteksgatan och Mäster Samuelsgatan.

## Bilder

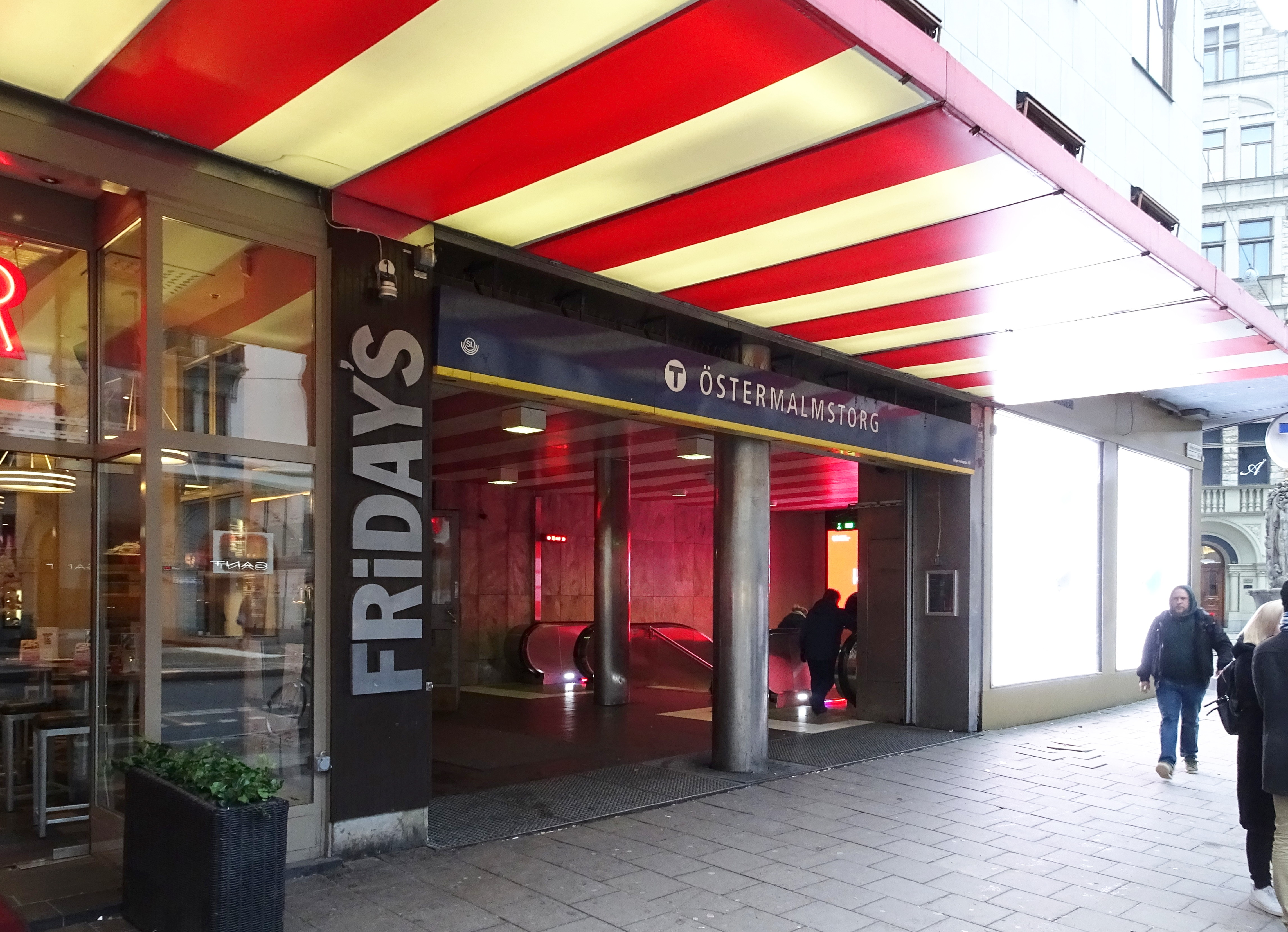
Ingången från Birger Jarlsgatan.
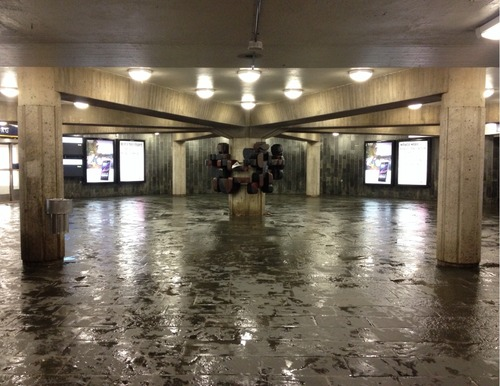
Gångtunneln mot Birger Jarlsgatan, med träskulpturen Kl. 9 av K.G. Bejemark i mitten.
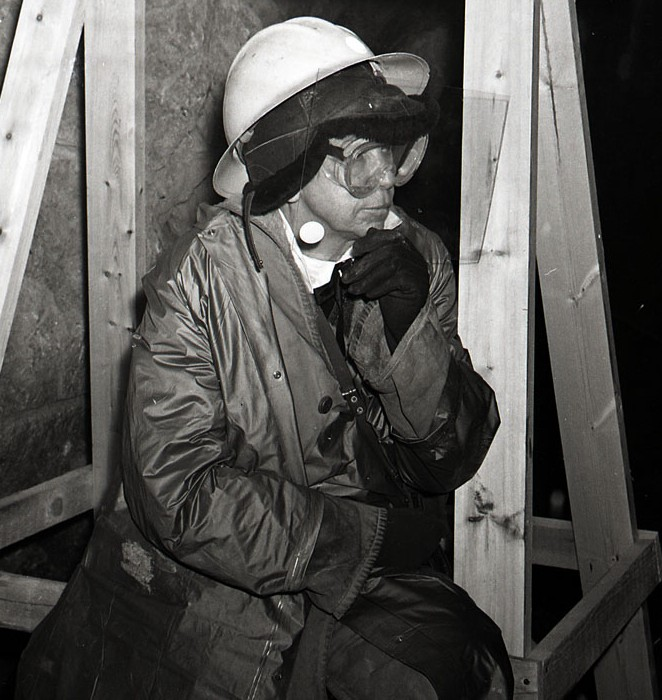
Siri Derkert i skyddsutrustning under arbetet med Ristningar i betong på perrongernas spårväggar, 1962.